# Johann Christoph von Düring

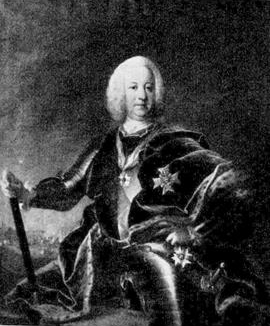
Johann Christoph von Düring, Gemälde des schwedischen Künstlers Olof Arenius (1700–1766)

Johann Christoph von Düring, seit 1719 Freiherr, seit 1752 Graf, (schwedisch Johan Christoffer Friherre och Greve von Düring; * 22. Juli 1695 in Horneburg; † 5. Januar 1759 in Stockholm) war ein schwedischer Feldmarschall.

## Leben

### Herkunft und Familie
Johann Christoph war Angehöriger der Linie Horneburg des niedersächsischen Adelsgeschlechts von Düring. Seine Eltern waren der holsteinische Oberst Johann Christoph von Düring (1658–1697) und Anna Sabina Freiin von Grothusen (1665–1718). Sein Bruder Otto Fredrik (1694–1715) war der Begleiter des schwedischen Königs Karl XII. auf dessen Ritt von Pitești nach Stralsund.
Düring vermählte sich 1720 mit Catharina Margareta Gräfin Bonde af Björnö (1697–1755). Aus der Ehe sind drei Töchter hervorgegangen, darunter Gustava Sabina (1721–1778), seit 1757 Gattin des schwedischen Reichsrates und Diplomaten Graf Carl Fredrik Scheffer (1715–1786).

### Werdegang
Düring begann seine Laufbahn 1703 als Kornett bei den „Holstein Dragonern“ unter General Bauditz im Spanischen Erbfolgekrieg in den Niederlanden. Hier nahm er unter anderem an der Schlacht bei Malplaquet teil. 1710 avancierte er zum Hauptmann im holsteinischen Regiment von Generalleutnant Banér.
Als Leutnant trat er 1714 in Dragonerregiment von O. v. Vietinghoff ein, und damit in schwedische Dienste über. 1715 stieg er im Regiment, nachdem er sich bei der Belagerung von Stralsund ausgezeichnet hatte, zum Oberst auf und erhielt 1717 ein eignes deutsches Dragonerregiment. Düring wurde 1719 in den schwedischen Freiherrnstand erhoben und 1720 bei der Freiherrnklasse der schwedischen Ritterschaft introduziert (Nr. 171).
Er stand 1721 beim Kavallerieregiment in Skåne, wo er 1727 Kommandeur wurde. Düring wurde 1730 zum Generalmajor und 1740 zum Generalleutnant befördert. Als inoffizieller Gesandter wurde er 1743 nach Russland geschickt. Er erhielt 1748 erst das Komturkreuz 1. Klasse des Schwertordens und dann den Seraphinenorden verliehen. Nachdem er 1751 zum Feldmarschall befördert wurde, ist er im selben Jahr in den schwedischen Grafenstand erhoben worden. Er beschloss seine Tour als Oberstatthalter von Stockholm, eine Stellung, die er seit 1753 innehatte.
Er war Erbherr auf Tyresö und wurde in der dortigen Kirche begraben.